# Осмийтитан
Осмийтита́н — бинарное неорганическое соединение, интерметаллид осмия и титана с формулой TiOs, кристаллы.

## Получение
- Сплавление стехиометрических количеств чистых веществ:

{\displaystyle {\mathsf {Os+Ti\ {\xrightarrow {2160^{o}C}}\ TiOs}}}

## Физические свойства
Осмийтитан образует кристаллы гексагональной сингонии, пространственная группа P m3m, параметры ячейки a = 0,308 нм, Z = 1.